# Скотт (округ Кроуфорд, Вісконсин)
Скотт (англ. Scott) — місто (англ. town) в США, в окрузі Кроуфорд штату Вісконсин. Населення — 519 осіб (2020).

## Демографія
Згідно з переписом 2010 року, у місті мешкали 462 особи в 183 домогосподарствах у складі 140 родин. Було 254 помешкання
Расовий склад населення:
| - 99,6 % — білих |

До двох чи більше рас належало 0,4 %. Частка іспаномовних становила 0,0 % від усіх жителів.
За віковим діапазоном населення розподілялося таким чином: 19,9 % — особи молодші 18 років, 60,8 % — особи у віці 18—64 років, 19,3 % — особи у віці 65 років та старші. Медіана віку мешканця становила 49,4 року. На 100 осіб жіночої статі у місті припадало 99,1 чоловіків;  на 100 жінок у віці від 18 років та старших — 103,3 чоловіків також старших 18 років.
Середній дохід на одне домашнє господарство  становив 65 556 доларів США (медіана — 49 632), а середній дохід на одну сім'ю — 74 881 долар (медіана — 62 917). Медіана доходів становила 48 750 доларів для чоловіків та 30 000 доларів для жінок. За межею бідності перебувало 12,7 % осіб, у тому числі 39,2 % дітей у віці до 18 років та 5,0 % осіб у віці 65 років та старших.
Цивільне працевлаштоване населення становило 218 осіб. Основні галузі зайнятості: виробництво — 22,5 %, освіта, охорона здоров'я та соціальна допомога — 20,6 %, науковці, спеціалісти, менеджери — 9,6 %, будівництво — 9,2 %.